# Sletterhage Fyr
Sletterhage Fyr ist ein dänischer Leuchtturm am südlichsten Punkt der Halbinsel Helgenæs in Djursland. Das Seefeuer gibt seit der Inbetriebnahme 1894 Orientierung in der Århusbucht und begrenzt das nördliche Ende der Ost-West-Durchfahrt zwischen der Halbinsel Mols im Norden und den Inseln Samsø und Tunø im Süden.
- Tragweite: weiß 15 sm – rot 12 sm – grün 12 sm
- Charakteristik: Oc WRG 10s acht Sekunden Licht – zwei Sekunden dunkel

Im Sommer ist der Turm nachmittags für Besucher geöffnet. Im Gebäude am Fuß des Turms befindet sich eine kleine Ausstellung.

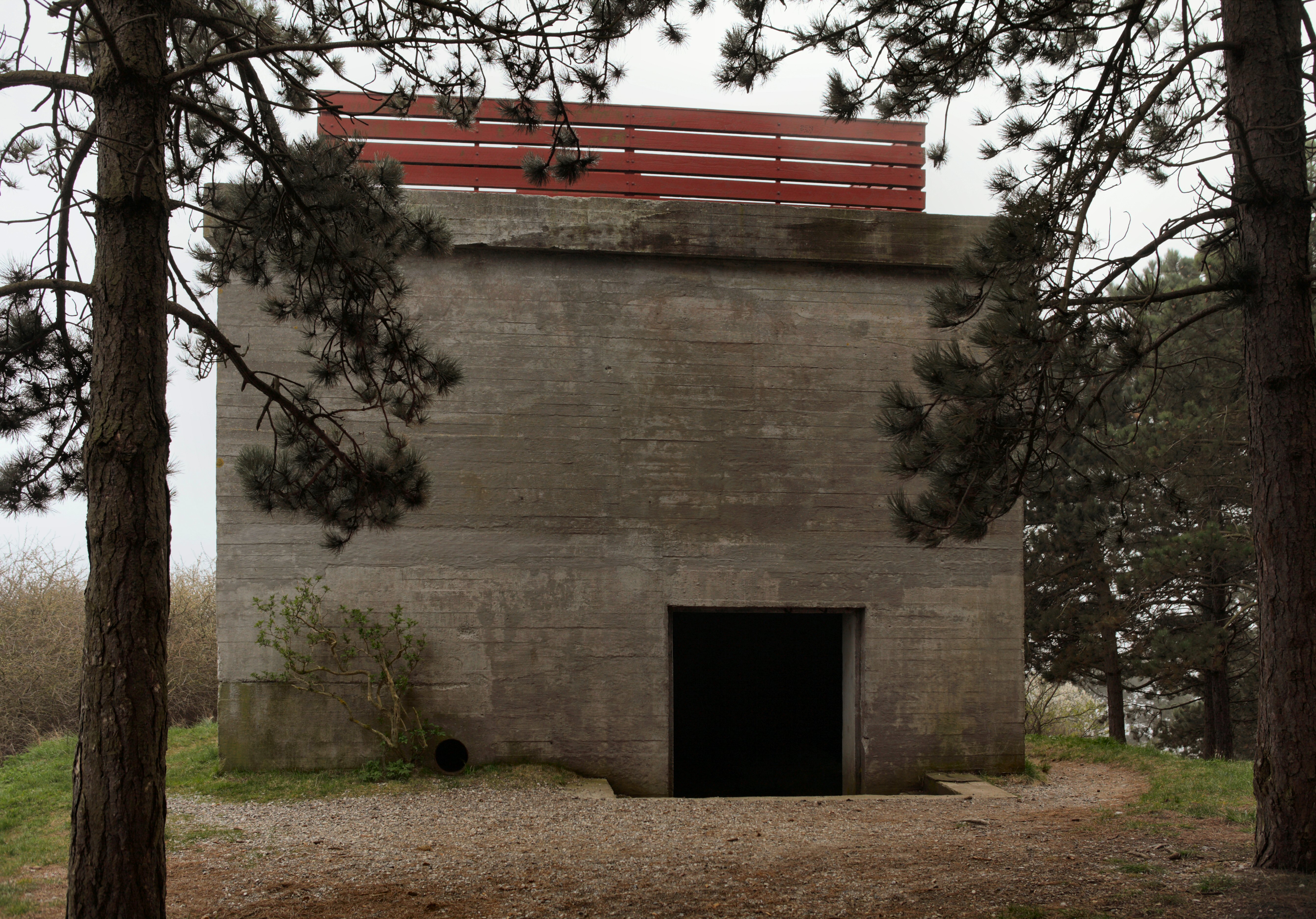
Tyskertårnet, begehbare Wachtturmruine an der Küste

Vom Turm aus gibt es einen Wanderweg entlang der Südküste ostwärts zu einer Wachtturmruine (Tyskertårnet) sowie Betonfundamenten von Geschützstellungen aus der Zeit der deutschen Besatzung Dänemarks im Zweiten Weltkrieg (1940–1945). Tafeln erläutern die einzelnen Relikte.
Etwa 500 m nördlich entlang der Küste sind weitere Betonfundamente und -ruinen, die zu einem Biwakplatz für Kajakfahrer ausgebaut sind.